# Ansatte Tandlægers Organisation
De Offentlige Tandlæger (tidligere De Offentlige Tandlæger og Tandlægernes Nye Landsforening) er en dansk faglig organisation for fortrinsvis offentligt ansatte tandlæger, der har til huse på Peter Bangs Vej på Frederiksberg. Foreningens ca. 1.200 medlemmer (pr. 2014) omfatter ansatte i regionerne, kommunerne, på hospitaler og på landets to tandlægeskoler i Århus og København. Langt de fleste er kommunalt ansatte,og foreningen organiserer dermed ca. 90 % af tandlægerne i den offentlige tandpleje. Foreningen blev dannet i 1985 af udbrydende medlemmer fra Dansk Tandlægeforening (i dag Tandlægeforeningen).
De Offentlige Tandlæger er ligesom Tandlægeforeningen medlem af hovedorganisationen Akademikerne.

## Foreningens historie
Indenrigsministeriet nedsatte i 1984 en arbejdsgruppe, der skulle komme med forslag til en fremtidig tandsundhedspolitik, herunder spørgsmålet om dispensationsplejen. Forslagene skulle benyttes til en lovrevision om børnetandplejen i 1986. Der opstod i forbindelse med Dansk Tandlægeforenings anbefalinger uenighed mellem to af foreningens medlemsorganisationer. Gruppen af offentligt ansatte børnetandlæger, Dansk Børnetandlægeforening (DB), ønskede, at ressourcerne, der blev frigjort grundet faldende børnetal og forbedret tandsundhed, skulle benyttes til gratis ungdoms- og ældretandpleje, hvorimod de Privatpraktiserende Tandlægers Organisation (PTO) ønskede at styrke tandplejen i privat regi. Det var blandt andet grundet denne uenighed og konflikterne om retten til at behandle forskellige befolkningsgrupper, at godt 75% af børnetandlægerne i Dansk Børnetandlægeforening i maj måned 1985 besluttede at melde sig ud fra Dansk Tandlægeforening og grundlægge deres egen fagforening, Tandlægernes Nye Landsforening. Dansk Tandlægeforening bestod herefter næsten udelukkende af privatpraktiserende tandlæger. Danmark havde nu to tandlægeforeninger med hver deres særinteresser, som har været mere eller mindre på kollisionskurs med hinanden. Først tre år efter bruddet fik Tandlægernes Nye Landsforening, ved dom, ret til at forhandle løn- og arbejdsvilkår på veje af foreningens medlemmer.
I 2007 mødtes repræsentanter for de to foreninger flere gange for at drøfte mulighederne for en fremtidig sammenlægning af de to danske tandlægeforeninger. I forhandlinger på området for foreningens offentligt ansattes medlemmer har foreningerne tidligere samarbejdet via Tandlægernes Fællesrepræsentation (TFr).
I 2011 skiftede foreningen navn til De Offentlige Tandlæger.

## Ekstern henvisning
- De Offentlige Tandlægers hjemmeside Arkiveret 8. februar 2014 hos  Wayback Machine